# (5765) Izett
(5765) Izett es un asteroide perteneciente al cinturón de asteroides descubierto el 4 de abril de 1986 por Carolyn Shoemaker y por su esposo que también era astrónomo Eugene Shoemaker desde el Observatorio del Monte Palomar, Estados Unidos.

## Designación y nombre
Designado provisionalmente como 1986 GU. Fue nombrado Izett en homenaje a Glen A. Izett, geólogo estadounidense. Izett ha llevado a cabo los estudios más detallados de las capas de arcilla limítrofe Cretáceo-Terciario en el oeste de los Estados Unidos y sus implicaciones para el gran evento de impacto que terminó con el Cretáceo. También ha contribuido con las determinaciones más precisas de las edades de las tectitas del extenso campo sembrado de Australasia. Su trabajo con John Obradovich sobre las edades de las cenizas volcánicas y las tectitas ha llevado a la escala de tiempo más refinada para las reversiones del campo geomagnético en el Cuaternario tardío.

## Características orbitales
Izett está situado a una distancia media del Sol de 2,637 ua, pudiendo alejarse hasta 3,353 ua y acercarse hasta 1,921 ua. Su excentricidad es 0,271 y la inclinación orbital 31,32 grados. Emplea 1564,30 días en completar una órbita alrededor del Sol.

## Características físicas
La magnitud absoluta de Izett es 12,5. Tiene 8,985 km de diámetro y su albedo se estima en 0,27. 